# 伊藤源之助
伊藤 源之助（いとう げんのすけ、1909年6月 - 1986年12月20日）は、歌人。
千葉県生まれ。1928年京華商業学校（現京華商業高等学校）卒。歌誌『常春』『現実短歌』をへて『冬雷』『暦象』同人。

## 著書
- 『生活の河 歌集』潮汐社 冬雷叢書 1969
- 『続生活の河 歌集』潮汐社 冬雷叢書 1971
- 『続々生活の河 歌集』短歌新聞社 冬雷叢書 1973
- 『土屋文明論』五月書房 1974
- 『宮柊二人と作品』白玉書房、1977
- 『吉野秀雄』愛育出版 1980
- 『太東集 歌集』四季出版 四季文庫 1985
- 『伊藤源之助歌集 六号地』芸風書院 日本現代歌人叢書 1986
- 『短歌に関する十二章 新撰短歌読本』芸風書院 1986
- 『波濤 歌集』石川書房 1986